# Salinsaari (ö i Päijänne-Tavastland, Lahtis, lat 61,28, long 25,87)
Salinsaari är en ö i Finland. Den ligger i sjön Ruotsalainen och i kommunen Heinola i den ekonomiska regionen  Lahtis ekonomiska region  och landskapet Päijänne-Tavastland, i den södra delen av landet, 130 km norr om huvudstaden Helsingfors. Öns area är 1,1 hektar och dess största längd är 180 meter i sydöst-nordvästlig riktning.